# Daniela Anschütz-Thoms
Daniela Anschütz-Thoms, född den 20 november 1974 i Erfurt i dåvarande Östtyskland, är en tysk skridskoåkare.
Hon tog OS-guld i damernas lagtempo i samband med de olympiska skridskotävlingarna 2006 i Turin.
Hon tog därefter OS-guld igen i samma gren i samband med de olympiska skridskotävlingarna 2010 i Vancouver.

### Fotnoter
1. ↑  ”Speed Skating at the 2006 Torino Winter Games: Women's Team Pursuit (6 laps)” (på engelska). sports-reference.com. Arkiverad från originalet den 18 mars 2010. https://web.archive.org/web/20100318011420/http://www.sports-reference.com/olympics/winter/2006/SSK/womens-team-pursuit-6-laps.html.
2. ↑  ”Speed Skating at the 2010 Vancouver Winter Games: Women's Team Pursuit (6 laps)” (på engelska). sports-reference.com. Arkiverad från originalet den 26 juli 2010. https://web.archive.org/web/20100726163050/http://www.sports-reference.com/olympics/winter/2010/SSK/womens-team-pursuit-6-laps.html. Läst 1 maj 2011.